# Mobile Legends: Bang Bang
Mobile Legends: Bang Bang (спрощ.: 无尽对决; піньїнь: wújìn duìjié)  — це мобільна багатокористувацька онлайн-арена бою (MOBA), розроблена та опублікована Moonton, дочірньою компанією ByteDance. Випущена в 2016 році, гра стала популярною в Південно-Східній Азії і була серед ігор, обраних для першого медального змагання з еспорту на Іграх Південно-Східної Азії 2019 на Філіппінах.
У липні 2018 року компанія Tencent (яка також розробляла подібні ігри, Arena of Valor) від імені Riot Games виграла позов у проміжному народному суді Шанхаю проти генерального директора Moonton Ватсона Сю Чженхуа (оскільки він раніше працював у Tencent з одним із старших співробітників) за порушення закону про неконкурентні угоди, а також плагіат League of Legends від Mobile Legends, і йому було призначено виплату в розмірі 2,9 мільйона доларів.

## Ігровий процес
Mobile Legends: Bang Bang — це багатокористувацька онлайн-гра на арені боїв (MOBA), розроблена для мобільних телефонів. Дві команди, що протистоять, борються за досягнення та знищення бази ворога, захищаючи власну базу для контролю шляху, три "смуги", відомі як "верхня", "середня" та "нижня", що з'єднує бази. Більш слабкі, керовані комп'ютером персонажі, яких називають "прислужниками", з’являються на базах команд і слідують трьома смугами до бази протилежної команди, борючись з ворогами та вежами.

## Персонажі
Mobile Legends спочатку мала 10 героїв після виходу у 2016 році. Пізніше кількість героїв виросла до 70 в листопаді 2018 р., а станом на грудень 2020 р. присутні 103 героя. Станом на кінець 2023 р. в грі присутньо 113 героїв.
Moonton регулярно співпрацює з країнами Південно-Східної Азії з метою створення нових персонажів з їхньою історією та фолькльором для подальшого підвищення привабливості гри, представляючи таких персонажів, як Лапа Лапу (Філіппіни),  Мінсітгар (Чанзітта; М'янма), Кадіта (на основі Ная Роро Кідула; Індонезія), та Баданг (Малайзія).
У листопаді 2020 року Moonton оголосив філіппінського професійного боксера Менні Пак'яо амбасадором бренду Mobile Legends: Bang Bang на Філіппінах. На згадку про партнерство, Moonton також запустили персонажа на основі Пак'яо у грі, відомого як Пак'юйто. 
У січні 2022 року Moonton оголосив українського гравця під нікнеймом "MontiX" найкращим на персонажі Кагура. На початку 2023 року Moonton оголосив того ж українського гравця "MontiX" найкращим на персонажі Чу.

### Пов’язані ЗМІ

#### Garudayana
У червні 2017 року Moonton звернулися до Іс Юніарто, індонезійського художника коміксів, який найвідоміший через Garudayana, серію яванських фентезійних коміксів з Індонезії. Серія коміксів Garudayana була опублікована багатьма видавцями коміксів в Індонезії, такими як Koloni, Curhat Anak Bangsa (Garudayana Saga), Webtoon (Digital comic) та CIAYO Comics (Web comic). 11 серпня 2015 року Іс Юніарто заявив на своїй сторінці у Facebook, що офіційно співпрацював над випуском коміксу, який зараз є п’ятою сагою з одним із найвідоміших видавців коміксів в Інтернеті, Digital Catapult, у якому комікси Ґарудаяна спочатку доступні індонезійською мовою, тепер також доступна англійською та японською мовами для авдиторії за межами Індонезії.
Причиною, чому Moonton звернулися до Юніарто, є включення Гатоткака з Гарудаяни як ігрового персонажа в Mobile Legends: Bang Bang для просування гри, залучення місцевої авдиторії та підвищення популярности гри в Індонезії. Пізніше Moonton також включив Кадіту, індонезійську богиню моря із сунданських та яванських вірувань, як ігрового персонажа в Mobile Legends: Bang Bang для подальшого релізу в індонезійській грі.

#### The King of Fighters
У березні 2019 року Moonton звернувся до SNK для співпраці, представивши персонажів з The King of Fighters (KOF) скінами у Mobile Legends: Bang Bang. Скіни мають унікальні ефекти здатности KOF та озвучування. Першими скінами серії KOF, випущеними в грі, були Іорі Яґамі для героя Чоу, Леона Гайдерн для героя Каріни та Атена Асамія для героя Ґвіневери. Випущені 2-і скіни серії KOF — Кула Даймонда для героя Аврори, K' для Ґусіона та Орохі Кріса для Диррота. 

## Кіберспорт

### Нагороди та номінації
Гра набула високої популярности в Південно-Східній Азії, зокрема в Індонезії, Малайзії та Філіппінах, де в 2017 році вона була найбільш завантажуваним безкоштовним додатком для мобільних ігор серед користувачів iPhone.

### Турніри

#### Офіційні турніри
Офіційні турніри Mobile Legends проводились в регіоні Південно-Східної Азії, включаючи щорічні <i id="mwtA">Mobile Legends: Bang Bang</i> Південно-Східної Азії (MSC) та власні місцеві ліги, такі як Mobile Legends: Bang Bang Professional League (MPL).
Перший чемпіонат світу з Mobile Legends: Bang Bang, який охрестили M1, відбувся на Axiata Arena в Куала-Лумпурі, Малайзія, з 15 по 17 листопада 2019 року. У змаганнях взяли участь 16 команд по всьому світу, які боролись за призовий фонд у 250 000 доларів США.
Mobile Legends була однією з перших ігор, які були включені медальною подією для кіберспорту на Іграх Південно-Східної Азії 2019 року.

#### Інші турніри

##### Філіппіни
- До Національної, франчайзингової ліги кіберспорту на Філіппінах, входить Mobile Legends.[34]
- LIGA2KONTRIBIDA, вулична битва, була проведена в SM City North EDSA та SM Mall of Asia, а Надін Ластер стала послом бренду. Це другий сезон MLBB LIGA на Філіппінах, представлений у 2018 році, і продовжився завдяки його успіху. Турніри MLBB LIGA — це офлайн-заходи, призначені для вболівальників та непрофесійних гравців.[35]
- Mobile Legends: Bang Bang була додана до Philippine Pro Gaming League, кіберспортивного заходу, організованого Globe Telecom та MET Events.[36]
- У Star Magic відбулася подія Mobile Legends, у якій взяли участь 4 команди знаменитостей, серед яких переможиця Голосу Діти Ельга Німфа, Міртл Сарроса та актор Зайджіан Джаранілла, а її капітанами стали стримери та професійні геймери, зокрема Роджан Делас Рейес, Б'янка Яо, Біллі "Z4pnu" Альфонсо та Ленс "Містер Вій" Віченсіо.[37]
- SM City Cebu організував Cyberzone Game Fest 2019 з турніром Mobile Legends.[38]

### Кампанії

#### 515 Unite
515 Unite — це щорічна глобальна кампанія, що розпочинається з інтеграції онлайнових та офлайн- подій Mobile Legends, таких як конкурси косплею та дорожні шоу. Тематичною піснею для події Mobile Legends 515 Unite 2019 стала "Bang Bang", яку заспівала Шорелл. У травні 2020 року Moonton випустив "Party Legends" на YouTube, Spotify та інших потокових сервісах.
Через пандемію COVID-19 кампанія 515 на 2020 рік була обмежена онлайн-подіями та змаганнями.

#### Crazy Legends: Charity Homestand
У квітні 2020 року Moonton співпрацює з організацією "Врятуйте дітей Філіппін", щоб допомогти дітям, які цього потребують, завдяки посиленому карантину громади в Лузоні 2020 року, присвятивши онлайн-трансляцію під назвою Crazy Legends: Charity Homestand. Участь взяли двадцять стримерів, серед яких Dogie, ChooxTV, Z4pnu та Ерік Тай.

## Розробка
Після того, як Moonton закінчив розробку своєї першої гри під назвою Magic Rush: Heroes, випущеної в 2015 році, вони продовжили розробку наступного проєкту компанії — мобільної багатокористувацької онлайн-бойової арени (MOBA), яка пізніше отримала назву Mobile Legends. Mobile Legends була випущена Moonton з підзаголовком "5v5 MOBA" 14 липня 2016 р. Гра розповсюджується компанією Elex Tech у Сполучених Штатах.

### Етап оновлення

#### MLBB 2.0
18 липня 2019 року Moonton оголосили MLBB 2.0 через свою конференцію Epicon 2019. MLBB 2.0 складається з оновлення рушія до останньої версії ігрового механізму Unity з версії 4 на версію 2017. Moonton також обіцяли швидше завантаження та швидкість запуску до 60%. Інші вдосконалення оновлення включають зменшення відставання, вдосконалене моделювання персонажів та нову ігрову карту Imperial Sanctuary. Оновлення допомогло збільшити кількість переглядів платформ у соціальних мережах, отриманих грою, з 56 мільйонів у вересні 2019 року до 76 мільйонів наступного місяця, завдяки чому гра посіла четверте місце серед усіх каналів від усіх ігрових брендів США.

#### Проєкт NEXT
Проєкт NEXT, оголошений 5 червня 2020 року, є наступним проєктом Moonton для Mobile Legends, що включає оновлення 3D-моделей старих героїв, наборів навичок, історій та голосових ліній. Вони також оголосили про вдосконалений метод націлювання під назвою "Розумне націлювання", що покращує точність.

### Спін-оф гра

#### Mobile Legends: Adventure
31 липня 2019 року Moonton випустили рольову спін-офну-гру під назвою Mobile Legends: Adventure.

## Позов
Після первісного випуску гри, Riot Games запідозрив, що гра імітує інтелектуальну власність League of Legends, і зв’язався з Google, щоб видалити гру з Google Play. Потім Moonton видалив гру, перш ніж Google зміг її зняти в крамниці, і врешті-решт Moonton перезапустили її зі зміненою назвою Mobile Legends: Bang Bang 9 листопада 2016 р.
У липні 2017 року Riot Games подала позов проти Moonton через порушення авторських прав, посилаючись на подібність між Mobile Legends та League of Legends. Riot Games також скаржилися, що назва назви Mobile Legends звучить незрозуміло схоже на League of Legends. Справа була припинена в суді Центрального округу Каліфорнії в США через форум non зручности. Потім Tencent, материнська компанія Riot, від імені Riot Games подала новий окремий позов, спрямований безпосередньо на генерального директора Moonton Ватсона Сю Чженхуа (оскільки він раніше працював у Tencent одним із старших співробітників Tencent) в Шанхайському проміжному суді № 1, за порушення закону щодо неконкурентних угод, який постановив ухвалу на користь Tencent у липні 2018 року, присудивши виплату у US$2,9 million(19,4 млн. Юанів).